# Kożuchiwka (przystanek kolejowy)
Kożuchiwka (ukr. Кожухівка) – przystanek kolejowy w miejscowości Kożuchiwka, w rejonie korosteńskim, w obwodzie żytomierskim, na Ukrainie. Położony jest na linii Kijów – Korosteń – Sarny – Kowel.